# 歌物語
歌物語（うたものがたり）は、和歌にまつわる説話を集成した、物語文学の総称である。

## 概要
架空性の強いものと、私家集を脚色したようなものとがある。またさまざまな人のエピソードを集めたものと、一定の中心人物を持つものとがある。特に平安時代前期に盛行したと考えられている。
内容は多岐にわたるが、和歌にまつわる恋物語や、死別や不遇を嘆く物語などが多い。また和歌によって事件が解決したり、物事が円滑に進んだりする、歌の功徳を扱う章段も確認できるが、このような章段を「歌徳説話」と呼ぶことがある。

## 成立と発展
歌物語の成立には諸説あるが、『万葉集』の「左注」や、『古今和歌集』などに見られるような、和歌の「詞書」に記された出来事との関係が指摘される。例えば『伊勢物語』は『古今和歌集』と重複する和歌を含むが、『古今集』の詞書を改変したと考えられる章段や、『古今集』において隣同士に配列された和歌同士で一つの物語を作ったと考えられる章段が確認できる。
このような歌物語は、次第にその詞書にあたった部分が長大化していくことにつながった。また、その歌物語の作品そのものが、『源氏物語』など後の作品に影響を与えたものも多い。『源氏物語』は「歌物語」とは言えない長大な作品であるが、『伊勢物語』の影響を色濃く受けており、その表現にも引き歌のみならず、和歌の措辞を多く用いた作品である。

## 主な歌物語
- 『伊勢物語』
- 『平中物語』
- 『大和物語』
- 『多武峯少将物語』
- 『伊勢集』
- 『一条摂政御集』

## 注
1. ↑  個人の歌を集成した歌集のこと。よく知られる流布本に、三十六歌仙の私家集を集めた『三十六人集』がある。
2. ↑  和歌に類似した表現を用いることで、和歌自体やその周辺の状況を背景として表現すること。